# 5431 Maxinehelin
Az 5431 Maxinehelin (ideiglenes jelöléssel 1988 MB) a Naprendszer kisbolygóövében található aszteroida. Eleanor F. Helin fedezte fel 1988. június 19-én.